# Karaman (prowincja)
Prowincja Karaman (tur. Karaman Ili) – jednostka administracyjna w Turcji, w Regionie Anatolia Centralna (tur. İç Anadolu Bölgesi). W XIII wieku powstał seldżucki Emirat Karamanu, podbity w XV wieku przez Osmanów.

## Dystrykty

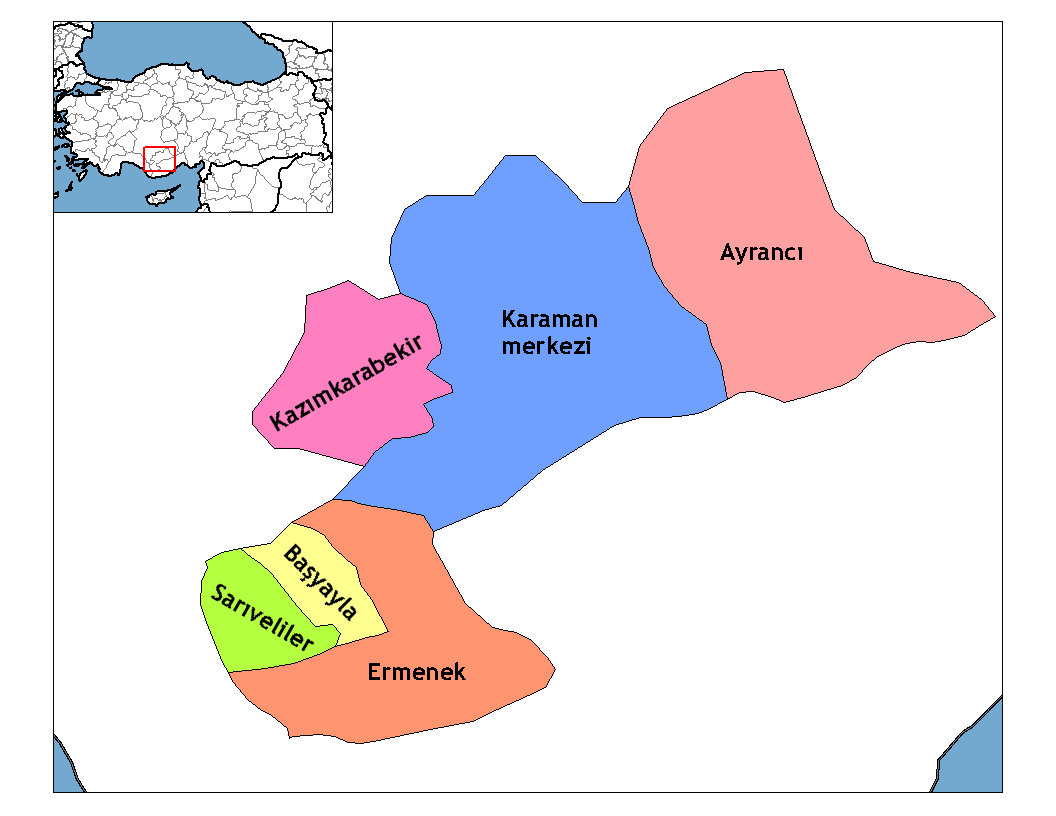
Dystrykty w prowincji Karaman

Prowincja Karaman dzieli się na sześć dystryktów:

Flaga władców Emiratu Karamanu

- Ayrancı
- Başyayla
- Ermenek
- Karaman
- Kazımkarabekir
- Sarıveliler